# Vattaruatollen
Vattaruatollen är en obebodd atoll i Maldiverna.  Den ligger i den centrala delen av landet, 100 km söder om huvudstaden Malé. I atollen finns en ö, Vattaru. Atollen tillhör administrativt den administrativa atollen Vaavu.